# Даніела Сімідчиєва
Даніела Сімідчиєва (болг. Даниела Проданова Симидчиева – Димитрова , нар. 02.05.1960) — болгарка, володар найбільшого IQ.
Її IQ становить 192 бали (середній рівень IQ 100 балів).
Міжнародна організація Mensa International, яка об'єднує людей з найбільшим рівнем інтелекту, визнала її найрозумнішою жінкою на планеті.
Була кандидаткою у віцепрезиденти Болгарії на виборах 2011 року (від ВМРО — Болгарський національний рух).

## Освіта
Має п'ять вищих освіт, переважно економічних.

## Сім'я
Виховує трьох дочок.